# Garfeln
Garfeln ist ein Ortsteil der Stadt Lippstadt im Kreis Soest in Nordrhein-Westfalen. Bis 1974 war Garfeln eine Gemeinde im damaligen Kreis Büren.

## Geographie
Garfeln liegt im äußersten Osten der Stadt Lippstadt südlich der Lippe. Der alte Dorfkern besteht aus einigen zusammenliegenden Höfen am Dörferweg. Westlich davon liegen zwei kleinere Neubaugebiete im Westerfeld sowie an der Garfelner Straße Richtung Hörste.

## Geschichte
Die erste urkundliche Erwähnung von Garfeln stammt aus dem Jahr 1284 durch das Adelsgeschlecht der Herren von Garfeln. Garfeln war ursprünglich eine Bauerschaft im Küchenamt Boke des Hochstifts Paderborn, die kirchlich in den Nachbarort Hörste eingepfarrt war. Während der Franzosenzeit gehörte Garfeln zum Kanton Ringboke  (damals auch Ringborchen) im Distrikt Paderborn des  Departements der Fulda im Königreich Westphalen. In der preußischen Provinz Westfalen wurde aus dem Kanton Ringboke 1816 die Bürgermeisterei Ringboke, später Boke, im Kreis Büren. Durch die Einführung der Westfälischen Landgemeindeordnung wurde Garfeln 1844 eine Landgemeinde im Amt Boke des Kreises Büren.
Am 1. Januar 1975 wurde Garfeln durch das Sauerland/Paderborn-Gesetz in die Stadt Lippstadt eingegliedert und wechselte damit aus dem Regierungsbezirk Detmold in den Regierungsbezirk Arnsberg.

## Einwohnerentwicklung
| Jahr | Einwohner | Quelle |
| ---- | --------- | ------ |
| 1821 | 199       | [ 4 ]  |
| 1843 | 273       | [ 5 ]  |
| 1864 | 276       | [ 6 ]  |
| 1885 | 253       | [ 7 ]  |
| 1910 | 245       | [ 8 ]  |
| 1925 | 263       | [ 9 ]  |
| 1939 | 253       | [ 9 ]  |
| 2017 | 639       | [ 10 ] |
| 2021 | 603       | [ 11 ] |

## Baudenkmäler
Mehrere Bauernhäuser, darunter der Hof Coersmeier, sowie die 1894 auf dem Hof Schulte errichtete Dorfkapelle stehen in Garfeln unter Denkmalschutz.

## Kultur
Ein Träger des lokalen Brauchtums ist die Kirchspiel-Schützenbrüderschaft Hörste – Garfeln.

## Sport
Der lokale Sportverein ist der VfL Hörste Garfeln 1922.